# Mandelpotatischips
Mandelpotatischips är en typ av potatischips som framställs av mandelpotatis.   Mandelpotatischips produceras av företaget Jonssons Mandelpotatischips AB beläget i Långträsk i Norrbotten.